# Burmargiolestes xinglongensis
Burmargiolestes xinglongensis là loài chuồn chuồn trong họ Megapodagrionidae. Loài này được Wilson & Reels mô tả khoa học đầu tiên năm 2001.